# Paquet de Nairobi
Le paquet de Nairobi est l'ensemble des dispositions prises à la suite de la dixième conférence ministérielle de l'Organisation mondiale du commerce ayant eu lieu entre le 15 et le 19 décembre 2015 à Nairobi au Kenya. Ce paquet se concentre sur les questions agricoles et sur les pays les moins avancés (PMA) notamment avec : la fin des subventions aux exportations pour les pays développés, l'extension dans le temps des stocks alimentaires stratégiques, la suppression des droits de douane sur le coton produit par les pays les moins avancés (PMA) et un mécanisme dérogatoire permettant l'augmentation des droits de douane sur les produits agricoles pour les pays en développement sous certaines conditions,. La conférence est l'occasion d'acter l'adhésion de l'Afghanistan et du Liberia à l'Organisation mondiale du commerce.